# Palazzo Piombino
Palazzo Piombino era un palazzo di Roma posto lungo via del Corso, sul lato orientale di piazza Colonna, appartenuto a diverse famiglie, assumendo il nome di Piombino durante il secolo XIX dal feudo principale dei Boncompagni Ludovisi, ultima famiglia proprietaria.

## Storia

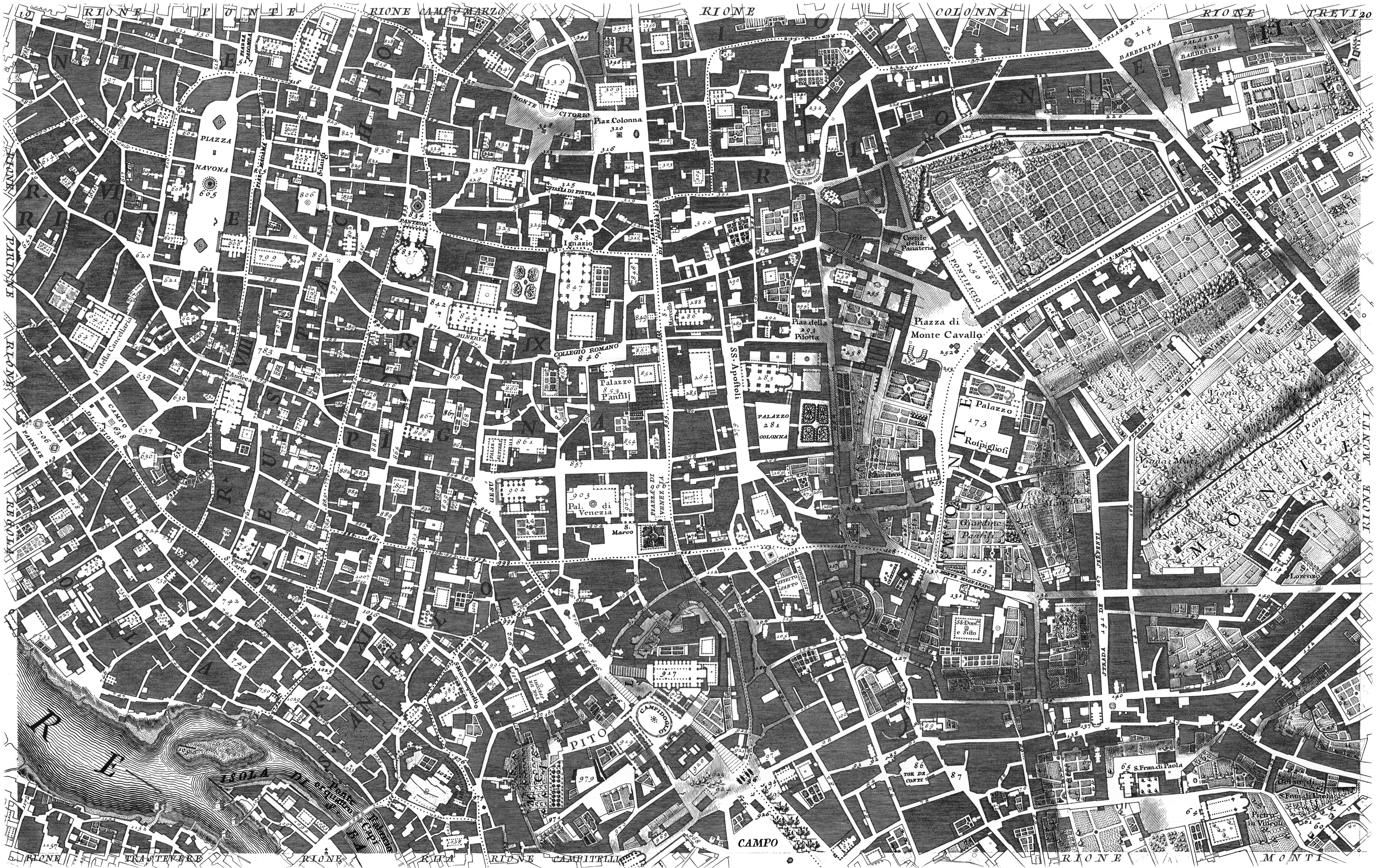
Al n. 306 presso Piazza Colonna la pianta del Palazzo allora Spada nella Pianta di Roma di Giovanni Battista Nolli

Il palazzo venne commissionato da Cosimo Giustini nel rione Colonna a partire dalla ristrutturazione dall'aprile 1580 di alcune case acquistate dalle famiglie Normanni e Alberini sull'attuale isola della galleria Colonna, venne ultimato nel 1588 e ingrandito nel 1594 su disegno di Giacomo Della Porta. Alla morte del Della Porta subentrò nei lavori Carlo Lambardi che a causa della repentina scomparsa del committente, morto per assassinio, vi apportò modesti interventi. Nel 1609 venne acquistato dal cardinale Fabrizio Veralli che commissionò la pittura della galleria al Pomarancio e nel 1636 passò per eredità, insieme alla ricca collezione di marmi e sculture, al marchese Orazio Spada alla cui famiglia rimase fino al 1819 quando venne acquistato da Luigi I Boncompagni Ludovisi principe di Piombino, che vi abitava in affitto dal 1797, da cui deriva il nome dell’edificio. Quest'ultimo commissionava ulteriori lavori di ristrutturazione alla facciata dell'edificio tra il 1820 e 1822, realizzando i due portoni laterali addossandovi le due coppie di colonne di marmo cipollino.
Con l'approvazione del Piano Regolatore del 1883 si stabilì l'allargamento di un tratto di via del Corso, perciò alcuni edifici, tra i quali palazzo Piombino furono destinati  alla demolizione avvenuta nel 1889, nonostante l'opposizione dei proprietari, inizialmente al solo fine di allargare la piazza. Si narra che  Baldassarre Boncompagni Ludovisi, noto matematico ed erudito e proprietario di una celebre biblioteca scientifica (650 manoscritti e circa 20.000 volumi), offrì, senza successo, al Comune la sua biblioteca pur di salvare il palazzo. Dell'edificio rimanevano le due cariatidi poste al portone d'ingresso scolpite da Angelo Laldini e Ruggero Bescapè, poi collocate all'ingresso del giardino del nuovo palazzo Piombino del quartiere Ludovisiano.
Tra i vari progetti di riqualificazione dell'area liberata dall'edificio prevalse la sistemazione proposta dall'architetto Dario Carbone (1912), con l'edificazione al suo posto della Galleria Colonna, poi Alberto Sordi, inaugurata nel 1922. 
I Boncompagni ricostruirono un nuovo palazzo ad opera di Gaetano Koch presso la loro villa, che assumerà con il passaggio ai Savoia nel 1900, il nome di palazzo Margherita.